# 小什卡里夫卡
49°54′50″N 27°16′46″E / 49.91389°N 27.27944°E
小什卡里夫卡（烏克蘭語：Мала Шкарівка），是烏克蘭西部的村莊，隸屬赫梅利尼茨基州的舍佩蒂夫卡區。該村始建於1725年，面積0.1平方公里，海拔高度286米，2001年人口381，人口密度每平方公里4,010.5人。